# Franz Vogel (Priester)

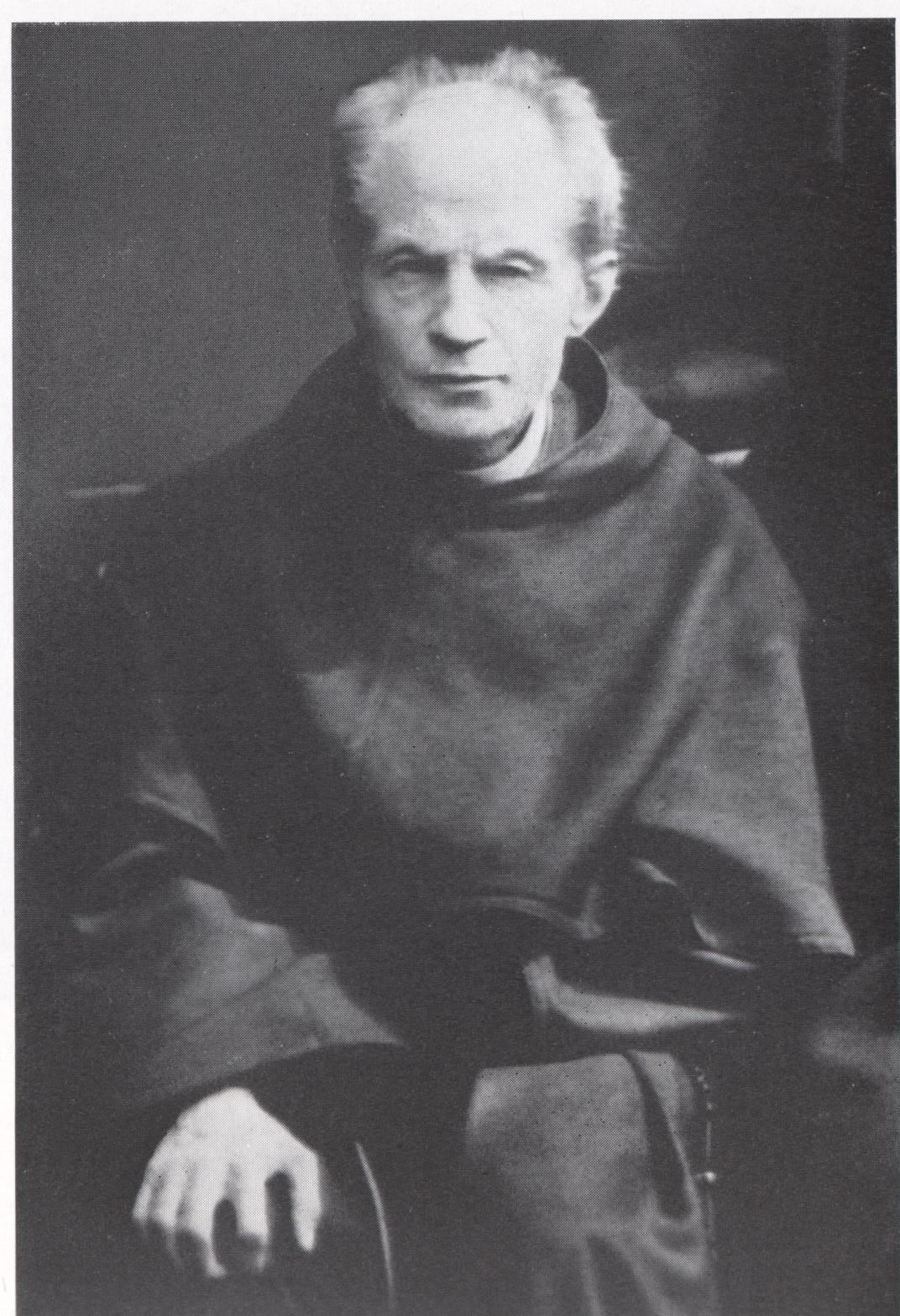
Pater Franz Vogel

Franz Vogel, Taufname „Michael Vogel“; (* 29. August 1850 in Grünstadt,  Pfalz; † 17. Mai 1926 in Würzburg) war ein katholischer Priester, der Diözese Speyer, trat zur Buße für einen vom Glauben abgefallenen Mitbruder ins Kloster ein, wurde Pater der Franziskaner-Minoriten und Guardian (Abt) an zwei Plätzen. Er wirkte u. a. als deutscher Wallfahrtsseelsorger in Loreto, Italien und wird von den süddeutschen Minoriten als einer ihrer authentischsten und bedeutendsten Ordensangehörigen angesehen.

## Leben

### Herkunft und Priester in Speyer
Pater Franz Vogel wurde als Michael Vogel in Grünstadt, in der damals bayerischen Rheinpfalz geboren und dort am 1. September 1850 getauft. Er entstammte einer armen Familie mit 7 Kindern; zwei seiner Brüder – Karl Vogel (1835–1918) und Georg Vogel (1843–1872) – wählten ebenfalls den Priesterberuf. Franz Vogel wird als „stiller, aber lernbegieriger“ Junge beschrieben. Er sei schwächlich und klein von Gestalt gewesen und habe deshalb allgemein das „Michelsche“ geheißen. Die Eltern starben frühzeitig und die älteren Geschwister nahmen sich des Buben an. Unter großen finanziellen Opfern konnte er das Konvikt in Speyer besuchen und Theologie studieren. Am 17. August 1873 empfing er im Speyerer Dom von Bischof Daniel Bonifazius von Haneberg die Priesterweihe. Im Dienste seiner Heimatdiözese war er zunächst als Kaplan in Busenberg und Steinfeld (Pfalz) tätig.

### Klostereintritt und Ordensleben

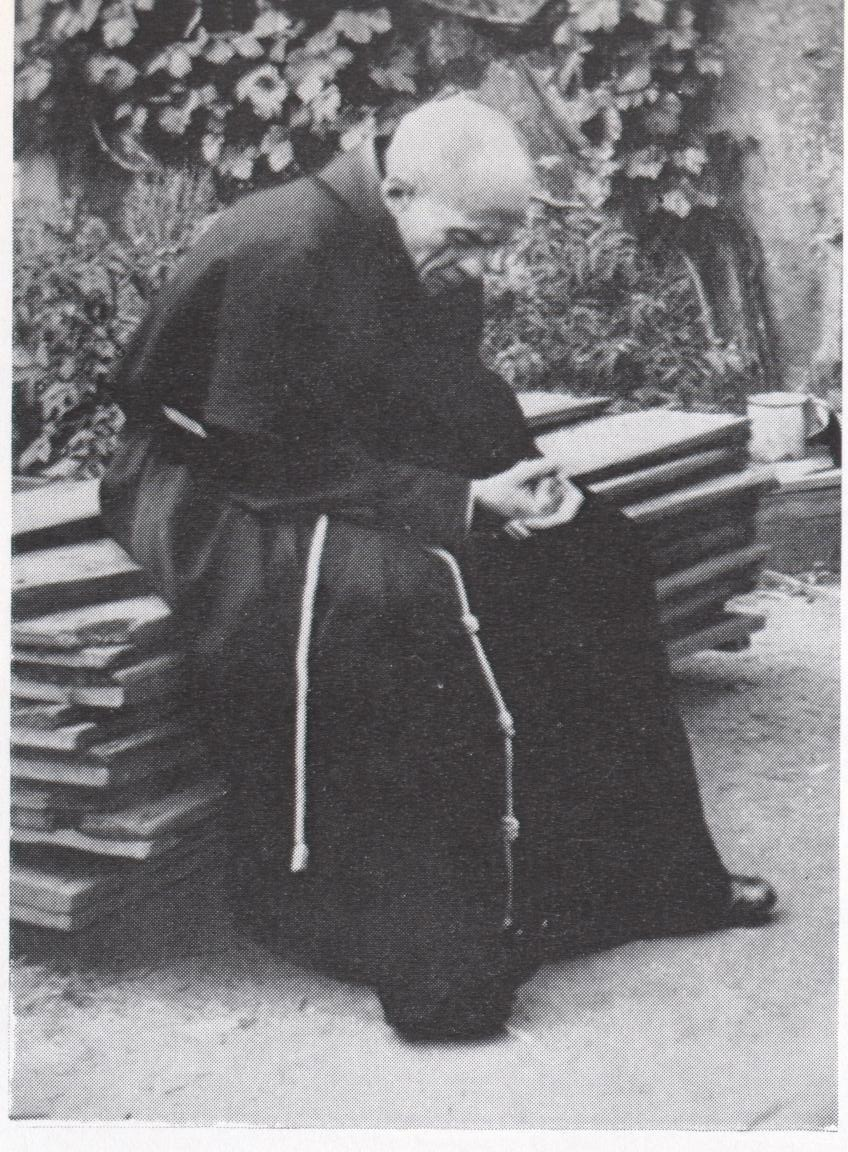
Pater Franz Vogel im Gebet versunken.

Die Nachricht eines vom Glauben abgefallenen Priesters ließ ihn innerlich nicht mehr zur Ruhe kommen und er beschloss, als Sühneleistung für den Mitbruder ins Kloster einzutreten.
Beim Klausenfest in Königsbach an der Weinstraße wirkte er noch mit anderen Geistlichen bis in die Nacht als Seelsorger. Ihnen fiel auf, dass der sonst so wortkarge Kaplan Vogel außergewöhnlich gesprächig, ja fröhlich wirkte. Am nächsten Morgen war er verschwunden unter Hinterlassung eines Zettels mit der Aufschrift: „Adieu liebe Freunde, ich gehe ins Kloster“.
Über das pfälzische Kloster Oggersheim kannte er den Minoritenorden. Im Mutterhaus der deutschen Ordensprovinz zu Würzburg wurde Kaplan Vogel am 13. September 1877 in die Gemeinschaft aufgenommen und erhielt den Ordensnamen „Pater Franz“. Zunächst führte er im Kloster ein zurückgezogenes Leben innerer Besinnung und Buße. 1879 betreute er drei Wochen lang die verwaiste Pfarrei Lambsheim in seinem Heimatbistum und führte feierlich den Nachfolger, Pfarrer Franz Bettinger, dort ein, seinen alten Schulkameraden aus dem Speyerer Konvikt und späteren Kardinal-Erzbischof von München.
Von 1890 bis 1909 wirkte Pater Franz Vogel als deutschsprachiger Beichtvater und Seelsorger im weltbekannten italienischen Wallfahrtsort Loreto. In einem persönlichen Brief empfahl er 1892 den ihm bekannten Damian Kreichgauer aus seinem Heimatbistum Speyer dem Heiligen Arnold Janssen, Gründer der Steyler Missionare. Pater Kreichgauer war später dort ein berühmter Physiker und Kulturanthropologe bzw. Ethnologe.
Vogel kehrte nach Deutschland zurück, um von 1909 bis 1911 Guardian (Abt) im  Kloster Schönau und 1911/1912 in Würzburg zu sein. Von 1912 bis 1915 wirkte er nochmals als Pilgerseelsorger in Loreto.
Ab 1915 kam er endgültig wieder in die Heimat und lebte als Mönch im Minoritenkonvent Würzburg. Hier versah er die Ämter des Klerikermagisters, des Instruktors der Laienbrüder, war Bibliothekar und wirkte besonders als erfahrener Beichtvater in der Valentinuskapelle.
Die Bevölkerung – selbst aus dem weiteren Umkreis – schätzte ihn als Seelenführer im Bußsakrament, und seine Beichtstunden in der Klosterkapelle wurden förmlich zur Institution.
Bereits zu Lebzeiten sahen die Gläubigen Pater Franz Vogel als „heiligmäßig“ an und nach seinem Tod kamen viele Menschen, die an seinem in der Totenkammer des Klosters aufgebahrten Leichnam Andachtsgegenstände berührten. Der Würzburger Bischof Matthias Ehrenfried nahm höchstselbst an den Trauerfeierlichkeiten des stadtbekannten Mönchs teil. Auf seine Sterbebildchen ließ der Orden im Andenken an den Grund seines Eintritts den Sinnspruch schreiben: „Priester und Opfer“.

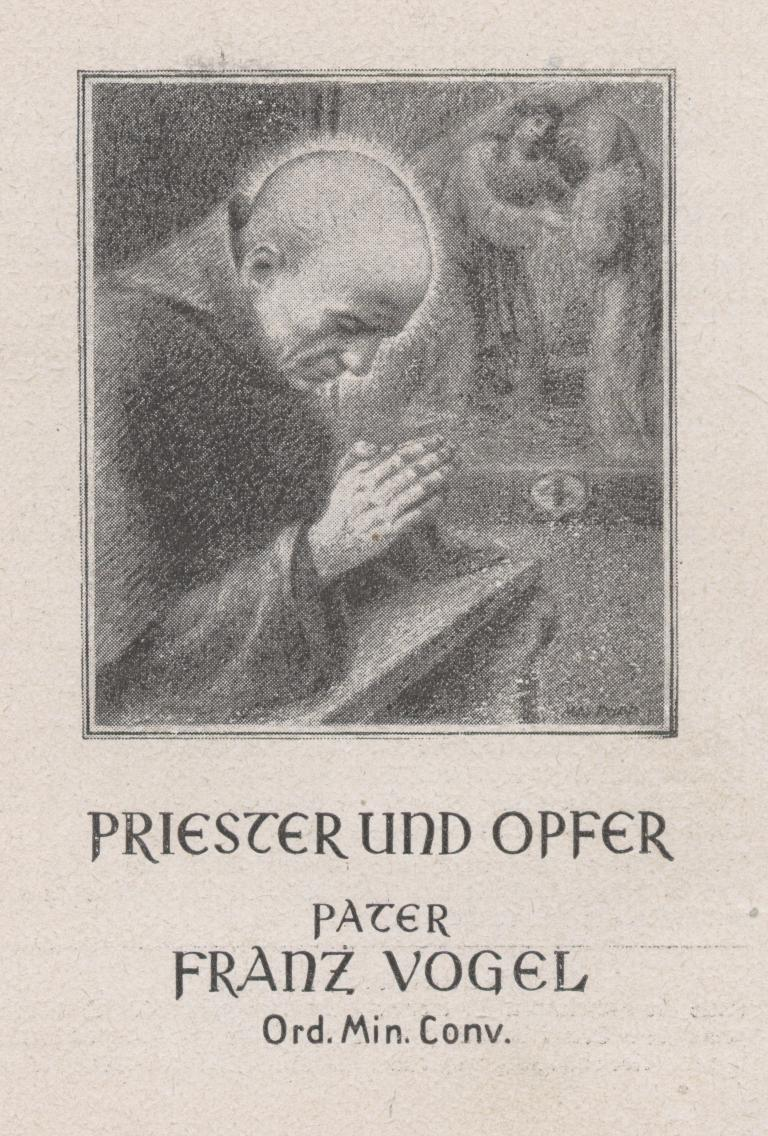
Andachtsbildchen zur Verehrung von Pater Franz Vogel, verausgabt kurz nach seinem Tod.

## Nachruhm
Wegen der allgemeinen Verehrung Pater Vogels sammelte und archivierte der Orden Material über ihn, das einer eventuellen späteren Seligsprechung dienen soll. 1971 sind Pater Franz Vogel in dem Gedenkbuch
Im Dienst der Gemeinde – 750 Jahre Minoriten in Würzburg mehrere Buchseiten gewidmet und er wird als „Vorbild der aszetischen, franziskanischen Grundhaltung der Buße, des Gebetes und des Apostolats“ bezeichnet. Ähnliches konstatiert die aktuelle Website der Würzburger Minoriten. In einem Gedenkartikel der Speyerer Diözesanzeitung Der Pilger, Nr. 3, vom 15. Januar 1950 heißt es, dass Pater Vogel „ein wahrer Franziskus aus der Pfalz“ sei und „im Rufe der Heiligkeit“ starb. Wörtlich fährt der Schreiber fort: „Wenn diese Zeilen in die Öffentlichkeit wandern, dann wollen sie niemals einer nichtssagenden Propaganda dienen, sondern sie werden manchem niedergedrückten Seelsorger den Blick hinwenden zu diesem edlen Helfer vom Himmel her. Als ehemaliger Pfälzer Kaplan haben diese an ihm (Pater Vogel) sicherlich einen treuen Patron.“